# Piesmopoda alluaudella
Piesmopoda alluaudella är en fjärilsart som beskrevs av Pierre E.L. Viette 1964. Piesmopoda alluaudella ingår i släktet Piesmopoda och familjen mott. Inga underarter finns listade i Catalogue of Life.